# 薄叶麻花头
薄叶麻花头（学名：Serratula marginata）为菊科麻花头属的植物。分布于蒙古以及中国大陆的内蒙古、黑龙江、甘肃、新疆等地，生长于海拔600米至1,300米的地区，一般生长在山谷、丘陵山坡、草甸、河谷、山坡、山谷阴湿地、林缘及阳坡草丛中，目前尚未由人工引种栽培。